# 파키스탄 정의운동
파키스탄 정의운동(우르두어: پاکستان تحريک انصاف, Pakistan Tehreek-e-Insaf, 영어: Pakistan Movement for Justice, 약칭 PTI)은 파키스탄의 정당이다. 1996년 4월 25일 파키스탄 전 크리켓 국가대표팀 주장인 임란 칸이 설립한 정당이다. 이 정당은 포퓰리즘, 이슬람 민주주의를 표방하는 정당으로 국가가 교육, 건강, 시민의 고용을 담당하는 복지 국가를 만드는 것을 목표로 한다. 사상의 자유 촉진, 개인 소득세의 폐지, 파키스탄의 종교 차별 철폐를 주장한다.
2022년부터 파키스탄 정의운동의 당총재이던 임란 칸 국무총리의 친중·친러외교, 코로나바이러스감염증-19의 팬데믹 등 국가부도 위기, 개인 비위 혐의 등을 이유로 반발한 군부와 의원들로 인해 파키스탄 하원에서 축출되었다. 임란 칸의 총선 출마가 금지된 상태에서 파키스탄 무슬림 연맹 나와즈파의 총재인 셰바즈 샤리프가 하원에서 국무총리로 선출되면서 야당이 되어 활동 중이다.

## 역대 선거 결과

### 지방의회 선거
| 년도   | 득표수 | 득표율 | 의석 수     | +/–  | 대표    |
| ------ | ------ | ------ | ----------- | ---- | ------- |
| 2015년 | - (#1) | -      | 395 / 1,484 | 보합 | 임란 칸 |

## 같이 보기
- 파키스탄의 정치